# Andrea Gallerani
Andrea Gallerani (Siena, ... – Siena, 19 marzo 1251) è stato un religioso italiano, fondatore della Congregazione dei frati della misericordia; il suo culto, con il titolo di beato, fu confermato da papa Pio VI nel 1798.

## Biografia
Figlio del nobile senese Ghezzolino Gallerani, in gioventù si diede alla carriera delle armi. Fu esiliato dalla sua città dopo aver ucciso, in un accesso d'ira, un bestemmiatore.
Dopo il suo ritorno a Siena rinunciò a titoli e beni e prese a dedicarsi esclusivamente alle opere di carità: attratti dal suo esempio, numerosi giovani si unirono a lui e verso il 1250 con lui andarono a costituire la Casa della Misericordia, un ospitale con una congregazione di fratelli laici per il servizio agli ammalati poveri. La fondazione potrebbe però essere immediatamente successiva al beato Andrea e dovuta al clima di carità da lui creato in città.
Morì in fama di santità nel 1251 e fu sepolto nella chiesa dei domenicani.
Dopo la sua morte la congregazione di laici, con il nome di Frati della Misericordia, continuò ad operare per circa 150 anni seguendo le norme dei Frati Umiliati, il cui secondo ordine prevedeva una vita comune di laici non coniugati senza però la formulazione di voti espliciti.

## Il culto
Nel 1274 il vescovo Bernardo Bandini concesse indulgenze ai pellegrini che avessero visitato la tomba di Andrea Gallerani il lunedì della Settimana santa.
Il culto al beato Andrea non si interruppe. Le antiche indulgenze furono confermate da papa Pio V (1566-1572), trasferendole al lunedì dell'Angelo. Papa Pio VI nel 1799 concesse all'arcidiocesi di Siena la facoltà di celebrare la sua festa il 20 giugno, con messa e ufficio propri.
Il suo elogio si legge nel Martirologio romano al 19 marzo.

## La Casa della Misericordia dopo la morte del Gallerani
La congregazione dei Frati della Misericordia e la Casa della Misericordia stessa furono sciolti nel 1408, ma la loro missione continuò con il conferimento di parte del patrimonio all'Ospedale di Santa Maria della Scala.
Nonostante le varie trasformazioni intercorse, il nome di Casa della Misericordia, associato ad attività caritative per l'assistenza dei malati poveri, continuò a vivere a Siena in forme varie, in particolare con l'assistenza della Compagnia di Sant'Antonio Abate. Nel 1835 fu costituita la Confraternita di Misericordia di Siena (poi rinominata "Arciconfraternita"), che riprende in grande misura lo spirito originario di Andrea Gallerani qualificandosi come sia come organizzazione di volontariato che come associazione di fedeli laici della Chiesa.